# Mamert Hock (Orgelbauer)

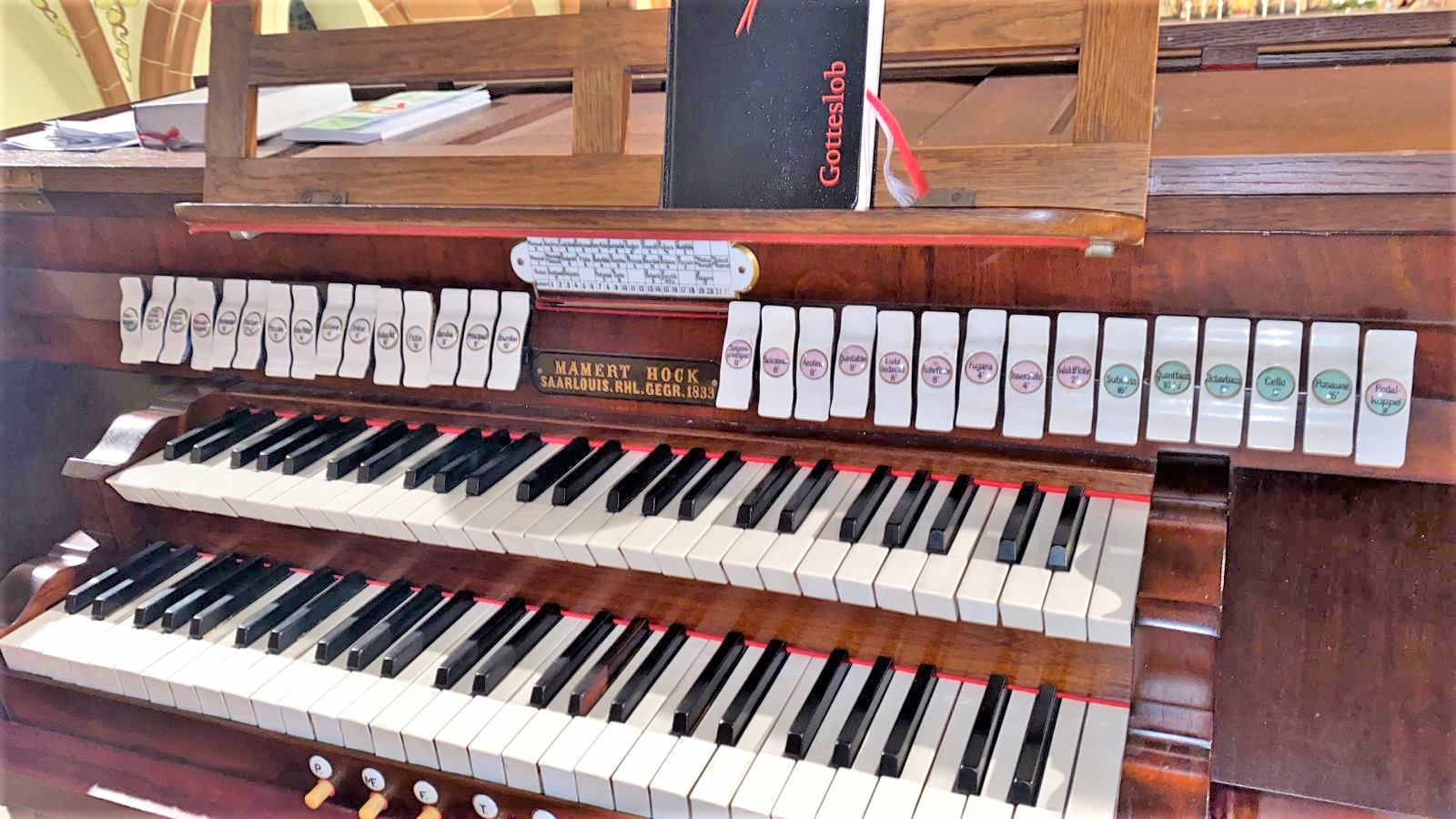
Typischer Spieltisch von Mamert Hock in Reimsbach. Charakteristisch für die Spieltische dieser Firma sind auch die verhältnismäßig großen Registerwippen.

Mamert Hock (* 16. Mai 1836 in Schonach im Schwarzwald; † 18. Februar 1907 in Saarlouis) war ein deutscher Orgelbauer aus Saarlouis. Die Firma existierte von 1833 bis 1943 und stellte ab 1855 Orgeln her. Mamert Hock arbeitete vor allem im Saarland, aber auch in Rheinland-Pfalz bis hin nach Trier.

## Leben
Mamert Hock I. war der Sohn des Instrumentenbauers Sylvester Hock  (1812–1861) aus Schonach im Schwarzwald und seiner Ehefrau Kunigunde, geb. Schwer († 1846), die aus dem benachbarten Triberg stammte. Im Jahr 1845 zog die Familie aus unbekannten Gründen nach Straßburg, wo die Mutter 1846 verstarb. Bis 1855 zog Sylvester Hock mit seinem Sohn Mamert I. mehrmals um und lebte an verschiedenen Orten in Baden und der Pfalz. Aufgrund schwieriger wirtschaftlicher Verhältnisse versuchte der Vater, auch in anderen Gewerben tätig zu sein, selbst eine Auswanderung nach Amerika soll erwogen worden sein. Als die Hocks 1855 nach Saarlouis kamen, gründete der Vater dort einen Betrieb, in dem er wie seinerzeit im Schwarzwald Spieluhren und kleine Orgeln baute. 1861 übernahm Mamert I. nach dem Tod des Vaters im Alter von 25 Jahren die Firma. Um 1864 heiratete er Anna Magdalena Sonntag, mit der er sechs Kinder hatte, drei Söhne und drei Töchter. Der Zweitjüngste, Mamert II. übernahm 1900 den väterlichen Betrieb. Mamert Hock I. verstarb 1907 in Folge eines Sturzes aus dem Krankenbett, an das er schon mehrere Jahre gefesselt war. Der seltene Vorname Mamert setzte sich bis in die vierte Generation fort: Mamert Hock IV. wurde 1941 geboren.

## Geschichte des Unternehmens
Sylvester Hock gründete 1833 in Schonach im Schwarzwald einen Betrieb, in dem er Spieluhren und kleine Musikwerke fertigte. Als er sich 1855 in Saarlouis niederließ, baute er unter wieder Spieluhren und auch kleine Orgeln (Orchestrien).
Nach der Firmenübernahme durch Mamert Hock I im Jahr 1861 wurden ab 1865 größere Orgeln gebaut und das Unternehmen wuchs. Anlässlich einer Modernisierung wurde 1872 ein Gasgenerator angeschafft. Damit war der Betrieb das erste Unternehmen in Saarlouis, das Strom produzierte. Die Firma vergrößerte sich immer weiter, so dass die Firma Mamert Hock um 1890 innerhalb der Stadt umzog. Ein neues größeres Gebäude mit einem zwölf Meter hohen Montagesaal wurde 1904 fertiggestellt, um nun auch größere Kirchenorgeln herstellen zu können.
Mittlerweile hatte Mamert Hock II, einer der beiden Söhne von Mamert Hock I, im Jahr 1900 die Leitung der Orgelbauwerkstatt übernommen. Während des Ersten Weltkrieges wurde das Unternehmen gezwungen, seine Produktion auf Kriegsbedarf – Munitionskisten, Zeltstöcke und dergleichen – umzustellen. Die Werkstatt wurde teilweise zum Lagern von Glocken, die eingeschmolzen werden sollten, benutzt.
Nach dem Krieg spezialisierte sich die Firma auf das Fertigen von Möbeln. Ab 1923 wurden wieder Orgeln gebaut. Durch die schwierige wirtschaftliche Lage ging die Orgelbaufirma 1928 in Konkurs, konnte aber bis 1932 unter dem Namen Hock & Co. weitergeführt werden.
Ab diesem Zeitpunkt führte Mamert Hock nur noch eine kleine Werkstatt in seinem Haus, in der er Reparaturen ausführte. Während des Zweiten Weltkrieges war er Sachverständiger für kriegsbedingte Schäden an Orgeln im Saarland. Nachdem Mamert Hock II auf dem Weg zu einer Orgelreparatur 1943 verunglückte, wurde die Firma aufgelöst.

## Werkliste
| Jahr      | Ort                         | Gebäude                                      | Bild | Manuale | Register | Bemerkungen |
| --------- | --------------------------- | -------------------------------------------- | ---- | ------- | -------- | --- |
| 1900      | Mondorf (Merzig)            | Pfarrkirche St. Johannes der Täufer          |      | I/P     | 13       | Eine der ältesten erhaltenen Orgeln der Firma Hock |
| 1901      | Niedaltdorf                 | Pfarrkirche St. Rufus                        |      | II/P    | 14       | Opus 2, eine der ältesten erhaltenen Orgeln der Firma Hock |
| 1901      | Saarlouis                   | Garnisonskirche                              |      | II/P    | 22       | Wurde später in die neue evangelische Kirche überführt; in den 1950ern durch Lotar Hintz tiefgreifend umgebaut und 2001 aufgegeben. Teile wurden von Thomas Gaida 2002 für den Bau der Orgel in Wustweiler wiederverwendet.        |
| 1901      | Ihn (Wallerfangen)          | St. Hubertus                                 |      |         |          | 1984 durch die heutige Mayer-Orgel ersetzt. |
| 1904      | Reimsbach                   | Pfarrkirche St. Andreas u. Maria Himmelfahrt |      | II/P    | 25       | Größte erhaltene Orgel der Firma Hock |
| 1904–1912 | Felsberg (Saar)             | Pfarrkirche St. Nikolaus                     |      | II/P    | 13       | Später durch Julius Reimsbach umgebaut: Die Orgel wurde aus Platzgründen über der Empore aufgehängt und das Gehäuse in diesem Zuge in die Breite gezogen.                                                                          |
| 1904      | Merzkirchen                 | Pfarrkirche St. Martin                       |      | II/P    | 13       | nicht erhalten |
| 1904      | Konfeld                     | St.Johannes der Täufer                       |      | II/P    | 15       | |
| 1905      | Bisten                      | Pfarrkirche St. Peter                        |      | II/P    | 14       | |
| 1905      | Düppenweiler                | Pfarrkirche St. Leodegar                     |      | II/P    | 16       | einige Register sind in der heutigen Seifert-Orgel enthalten |
| 1905      | Saarburg                    | Pfarrkirche St. Laurentius                   |      | II/P    | 24       | nicht erhalten |
| 1906      | Malberg (Eifel)             | Pfarrkirche St. Quirinus                     |      | II/P    | 12       | |
| 1906      | Mettnich (Heute: Primstal)  | kath. Pfarrkirche                            |      | II/P    | 14       | nicht erhalten |
| 1907      | Besseringen                 | Pfarrkirche Herz-Jesu                        |      | II/P    | 15       | nicht erhalten |
| 1908      | Hasborn-Dautweiler          | Pfarrkirche St. Bartholomäus                 |      | II/P    | 13       | nicht erhalten |
| 1908      | Beltheim-Frankweiler        | Pfarrkirche St. Mauritius                    |      | I/P     | 4        | nicht erhalten |
| 1908      | Hüttersdorf                 | alte Kirche                                  |      | II/P    | 14       | Kirche und Orgel nicht erhalten |
| 1908      | Wahlen (Losheim am See)     | Pfarrkirche St. Helena                       |      | II/P    | 12       | |
| 1908      | Nonnweiler                  | Pfarrkirche St. Hubertus                     |      | I/P     | 6        | nicht erhalten |
| 1908      | Bedersdorf                  | Pfarrkirche St. Margaretha                   |      | II/P    | 15       | |
| 1909      | Marpingen                   | Pfarrkirche Mariä Himmelfahrt                |      | II/P    | 18       | Gehäuse erhalten und erweitert. Orgel nicht erhalten |
| 1909      | Hermeskeil                  | Pfarrkirche St. Martinus                     |      | II/P    | 19       | |
| 1909      | Wadrill (Wadern)            | Pfarrkirche St. Martin                       |      | II/P    | 14       | einige Register sind in der heutigen Seifert-Orgel enthalten |
| 1910      | Kostenbach                  | Pfarrkirche Herz-Jesu                        |      | II/P    | 15       | 1930 Umbau und neuer Spieltisch durch Klais |
| 1910      | Neunkirchen-les-Bouzonville | Eglise Saint-Anne                            |      | II/P    | 13       | nicht erhalten |
| 1910      | Guerstling                  | Saint-Maurice                                |      | II/P    | 13       | nicht erhalten |
| 1913      | Trier                       | Clarissenkirche                              |      | II/P    | 10       | nicht erhalten |
| 1913      | Danne-et-Quatre-Vents       | Saint-Étienne                                |      | II/P    | 13       | später elektrifiziert, erhalten. |
| 1923      | Büdingen (Saarland)         | Mariä-Heimsuchung                            |      | I/P     | 7        | |
| 1929      | Böckweiler                  | Ev. Kirche                                   |      | II/P    | 9        | nicht erhalten |
| 1930      | Bliesdalheim                | Ev. Kirche                                   |      | II/P    | 9        | nicht erhalten |
| 1930      | Neuforweiler                | Pfarrkirche St. Medardus                     |      | II/P    | 20       | 1996 Neubau im alten Gehäuse durch Mayer |
| 1931      | Hühnerfeld                  | St. Marien                                   |      | II/P    | 28       | 1959 Reorganisation und Erweiterung durch Hugo Mayer Orgelbau, 2010 Reorganisation durch Thomas Gaida; Trotz der eingreifenden Dispositionsänderungen 1959 und auch 2010 sind sowohl Prospekt, Windladen und Pfeifenwerk erhalten. |
| 1931      | Œting (Lothringen)          | Église Saint-Antoine-de-Padue                |      | II/P    | 19       | 1932 Umbau und Erweiterung durch Hock |